# Каменица (Софийская область)
Каменица (болг. Каменица) — село в Болгарии. Находится в Софийской области, входит в общину Мирково. Население составляет 93 человека (2022).

## Политическая ситуация
Каменица подчиняется непосредственно общине и не имеет своего кмета.
Кмет (мэр) общины Мирково — Цветанка Петкова Йотина (коалиция партий: «Демократы за сильную Болгарию» и «Союз демократических сил») по результатам выборов.